# Bubalus cebuensis
Bubalus cebuensis — викопний карликовий буйвол, виявлений на Філіппінах і вперше описаний у 2006 році.

## Анатомія і морфологія
Найвідмітнішою рисою B. cebuensis був його малий розмір. Великий сучасний водяний буйвол досягає 2 м у плечі і може важити до 1 тонни, B. cebuensis мав би лише 75 см і важив приблизно від 150 до 160 кг, менше, ніж інший карликовий вид B. mindorensis.
Викопний зразок, ймовірно, має вік плейстоцену або голоцену.

## Еволюційна історія
Скам'янілість була виявлена в горизонтальному тунелі в м'якому карсті на висоті близько 50 м у К-Хілл поблизу Баламбана, острів Себу, Філіппіни, гірничим інженером Майклом Армасом.